# Alfonso Bassave
Alfonso Bassave, né Alfonso Vázquez López le 29 décembre 1979 à Madrid, est un acteur espagnol. Il joue actuellement dans la série Hispania. Il apparaît aussi dans d'autres séries comme La Pecera de Eva ou Hospital Central. De plus, il a participé à des films tels que Dieta mediterránea et 8 citas. Il est le frère de l'acteur Manuel Baqueiro.

## Biographie
(novembre 2015).
Alfonso Bassave est un acteur qui a participé à de nombreuses productions sur le petit écran dans des seconds rôles.
En 2012, il intègre la distribution de la série Grand Hotel qui reçoit des prix un peu partout à travers le monde. 
De 2013 à 2014, il joue dans la série Amar en tiempos revueltos.
En 2015, il tourne dans la série Carlos Rey Emperador sur tve.

## Vie privée
Discret sur sa vie privée, Alfonso Bassave a eu une liaison avec le mannequin basque Jon Kortajarena.

## Filmographie

### Cinéma
- 2004 : XXL de Julio Sanchez Valdès : Chico
- 2007 : El regreso de Alicia de Ramon Rodriguez : le garçon en soirée
- 2008 : 8 citas de Peris Romano et Rodrigo Sorogoyen : Alfonso
- 2009 : Dieta mediterránea de Joaquin Oristrell : Frank
- 2011 : Au prix du sang (Encontrarás dragones) de Roland Joffé : Juan Jiménez Vargas
- 2013 : Presentimientos de Santiago Tabernero : Marcus
- 2016 : Que Dios nos perdone de Rodrigo Sorogoyen : Céspedes
- 2016 : À la poursuite du manuscrit sacré : La Quête de la vérité (The Rendezvous, Misterio en Amán) d'Amin Matalqa et Annemarie Jacir : Beltrán Reyes
- 2020 : Je t'aime, imbécile ! (Te quiero, imbécil) de Laura Mañá : Diego
- 2022 : Sin ti no puedo de Chus Gutiérrez : Alex
- 2023 : El favor de Juana Macias

### Séries télévisées
- 2002 : Un, dos, tres
- 2004 : Diez en Ibiza
- 2005 : Caterina e le sue figlie
- 2006 : Los simuladores
- 2007 : Hospital Central
- 2007 : El síndrome de Ulises
- 2007 : C.L.A. No somos ángeles
- 2008 : UCO
- 2010 : Crematorio
- 2010 : Hispania : Darío
- 2010 : La pecera de Eva : Pep
- 2012 : Gran Hotel : Gonzalo Alarcón
- 2013-2014 : Amar es para siempre : Diego Tudela
- 2015-2016 : Carlos rey emperador : François Ier de France
- 2016 : Cites : Guillermo Vidal
- 2017-2021 : Estoy vivo : David Aranda
- 2018 : BByC: Bodas, bautizos y comuniones, Jota
- 2018 : Asesinato en la universidad (téléfilm) d'Iñaki Peñafiel : Carlos
- 2018 : Pequeñas coincidencias : Ricky
- 2020 : Antidisturbios : Serna
- 2022 : L'Immortel : Bruno
- 2022 : Fuerza de paz : Fernando Sanchez
- 2023 : La viudas de los jueves
- 2024 : Respira : Lluís, le directeur de l'hôpital Joaquín Sorolla de Valence.

### Courts métrages
- 2005 : Intro de Carlos del Puerto
- 2006 : Busco de Carlos Cuenca et Arturo Curón
- 2009 : Socarrat de David Moreno : l'amant
- 2010 : Genio y figura de Hatem Khraiche : le soldat
- 2012 : Terapia de Beatriu Vallès
- 2014 : Stela d'Ainhoa Menéndez Goyoaga : Luis
- 2014 : El iluso de Rodrigo Sorogoyen : Alvaro
- 2015 : Una cita de mierda de Roberto Montalbo : voix